# تجسس نووي

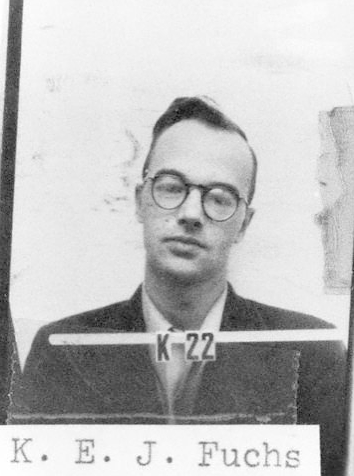
كلاوس فوكس
أحد أشهر الجواسيس في العالم بالمجال النووي

التجسس النووي هو إعطاء أسرار الدولة عن عمد أو قصد فيما يتعلق بالأسلحة النووية إلى دول أخرى دون إذن (التجسس).

## نبذة
كانت هناك العديد من حالات التجسس النووي المعروفة على مدار تاريخ الأسلحة النووية والعديد من حالات التجسس المشتبه فيها أو المزعومة.
نظرا لأن الأسلحة النووية تعتبر واحدة من أهم أسرار الدولة فإن جميع الدول التي تمتلك أسلحة نووية تفرض قيود صارمة على إعطاء المعلومات المتعلقة بتصميم الأسلحة النووية والمخزونات ومنظومات إيصالها ونشرها.
```
كما أن الدول محدودة في قدرتها على نشر المعلومات المتعلقة بالأسلحة النووية بموجب 
معاهدة الحد من انتشار الأسلحة النووية
.
[
4
]
```

## أشهر عمليات التجسس
- مشروع منهاتن
- مشروع فينونا
- إغراق السفينة رينبو واريور
- عملية مردخاي فعنونو